# John Bligh (4e comte de Darnley)
John Bligh, 4e comte de Darnley (30 juin 1767 - 17 mars 1831), appelé Lord Clifton jusqu'en 1781, est un pair et un joueur de cricket britannique.

## Biographie
Il est le fils de John Bligh (3e comte de Darnley) et succède à son père à la mort de ce dernier en 1781. Il s'inscrit à Christ Church, Oxford le 16 novembre 1784. Le 3 juillet 1793, il est fait DCL. Il réside à Cobham Hall, près de Gravesend dans le Kent.
John Bligh est un joueur de cricket amateur renommé qui fait 27 apparitions lors de matches de cricket de première classe entre 1789 et 1796. Lui et son frère, Edward Bligh, futur général, sont de fervents supporters du cricket de Kent. Les frères Bligh, originaires d'Athboy, dans le comté de Meath, sont appelés "les premiers joueurs de cricket de première classe irlandais".
Le 26 août 1791, il épouse Elizabeth Brownlow, fille de William Brownlow (1726-1794) et sa seconde épouse Catherine Hall, avec qui il a sept enfants :
- Catherine Bligh (18 juin 1792 - 10 janvier 1812)
- John Bligh, Lord Clifton (22 mai 1793 - 3 juin 1793)
- Edward Bligh (5e comte de Darnley) (1795-1835)
- Mary Bligh (31 mai 1796 - 18 juin 1823), épouse son cousin germain, Charles Brownlow (1er baron Lurgan) le 1er juin 1822
- William Bligh (17 mai 1797 - 18 octobre 1807)
- John Duncan Bligh (1798–1872), diplomate en Suède et à Hanovre
- Elizabeth Bligh (décédée le 13 novembre 1872), épouse son cousin germain le révérend John Brownlow le 19 juillet 1833

La baie de Darnley, dans les Territoires du Nord-Ouest, au Canada, est nommée en son honneur par John Richardson.

## Sources externes
- Ressources relatives aux beaux-arts :   - British Museum
  - National Portrait Gallery
  - Union List of Artist Names
- Ressource relative à la vie publique :   - Hansard 1803–2005
- Notices d'autorité :   - VIAF
  - ISNI
  - LCCN
  - Australie
  - WorldCat